# Operation Weserübung
Operation Weserübung (tysk: Unternehmen Weserübung eller Fall Weserübung) var den tyske kodebetegnelse for invasionen af Danmark (Weserübung-Süd) og Norge (Weserübung-Nord) under 2. verdenskrig.

## Optakt til invasionen
Operationen begyndte for den tyske flådes (Kriegsmarine) vedkommende den 7. april 1940. I operationen deltog bl.a. slagskibene Scharnhorst og Gneisenau samt krydserne Admiral Hipper, Blücher og Lützow. Kriegsmarine led svære tab i Norge, bl.a. Blücher og 10 destroyere.
Hitler var egentlig ikke interesseret i hverken Norge eller Danmark. Men han var bange for, at hans modstandere Storbritannien og Frankrig skulle placere tropper i de nordiske lande og true Nazi-Tyskland derfra. Dertil kom, at den tyske flåde gerne ville have baser for ubåde i Norge. Herfra ville de lettere kunne komme ud i Atlanterhavet og true konvojerne med forsyninger til Storbritannien. Dels havde Hitler et behov for en hurtig overbevisende sejr, som kunne fjerne modstanden imod ham i militæret.
Faktisk havde Storbritannien og Frankrig planer, som berørte de nordiske lande. Nazi-Tyskland importerede jernmalm fra Nordsverige, og om vinteren, når den Botniske Bugt var lukket af is, blev jernmalmen udskibet fra Narvik i Norge. Problemet for Storbritannien og Frankrig var, at man kun kunne forhindre udskibningen af den svenske jernmalm, hvis man sendte tropper til det nordlige Norge og Sverige, og det ville de to neutrale lande ikke frivilligt gå med til. Derfor planlagde man at sige, at tropperne skulle videre til Finland for at hjælpe finnerne i Den finske vinterkrig mod russerne. Men krigen mellem Finland og Sovjetunionen sluttede, inden Storbritannien og Frankrig fik sendt deres tropper af sted.

## Invasionen
De tyske tropper gik over grænsen til Danmark kl. 4.15 om morgenen den 9. april 1940. Det kom til kortvarige kampe i Sønderjylland og på Amalienborg Slotsplads. Men allerede kl. 6 blev det på et møde hos kongen med de vigtigste ministre og de militære chefer besluttet, at man måtte indstille modstanden. Kampene kostede 16 faldne på dansk side og et mindre antal tyske soldater. Det tyske tabstal er aldrig blevet endelig klarlagt efter krigen. Tyskerne ønskede at foretagenet kom til at ligne en fredsbesættelse, mens det var vigtigt for danskerne, at det var tydeligt, at Danmark havde kæmpet.
I Norge trak kampene ud i længere tid, og Storbritannien og Frankrig nåede at sende hjælpetropper til landet. Men i slutningen af maj blev de engelske og franske tropper trukket tilbage, og kort efter overgav de sidste norske styrker sig.
- Søslaget
- Tyske skibe i norske havne
- Kampene ved Narvik
- Tyske kampvogne i Norge